# جورج رووه
رووه، جورج (بالفرنسية: Georges Rouault)‏ (1871-1958م). فنان فرنسي. كان من دعاة الأخلاق و القيم في مجتمعه. وتعكس أعماله كراهيته للنفاق والفقر و الخطيئة و الحرب.
وُلد رووه في باريس. وخلال المدة من عام 1885 حتى 1890م، كان يعمل لصالح أحد صانعي نوافذ الزجاج الملون. وتوضح لوحاته الزيتية، بخطوطها الكفافية السوداء، وألوانها القوية الزاهية، مدى تأثره بتصاميم الزجاج الملون. ونحو عام 1905م انتمى رووه لفترة قصيرة، إلى جماعة من الرسامين يطلق عليهم اسم الفوفيون. انظر: الفوفيون. وقد أصبحت لمساته الجريئة بفرشاة الرسم، مع ما اشتهر به الحوشيون من تباينات لونية بالغة التأثير، من العناصر المهمة في أسلوبه الفني.
ومن عام 1903 إلى 1916م اهتم برسم موضوعات أخلاقية، والتعبير عما يشعر به المهرجون من حزن، فضلا عن رسمه صورًا ساخرة للبغايا، وللمرتشين من القضاة. وتعكس هذه الأعمال مظاهر البؤس، ومشاعر الأسى. ثم قام رووه، من عام 1916 إلى عام 1927م، بإنجاز مجموعة من 58 لوحة رسمها بطريقة الحفر المائي. ونشرت هذه المجموعة، التي سُميت المزمور الخمسون عام 1948م. ومن عام 1927م حتى وفاته، ركز رووه على رسم المهرجين و الصور الدينية، بيد أنه عمد إلى اختيار موضوعات أقل سخرية

## روابط خارجية
- جورج رووه على موقع الموسوعة البريطانية (الإنجليزية)
- جورج رووه على موقع مونزينجر (الألمانية)
- جورج رووه على موقع إن إن دي بي (الإنجليزية)